# Osmia nigrohirta
Osmia nigrohirta är en biart som beskrevs av Heinrich Friese 1899. Osmia nigrohirta ingår i släktet murarbin, och familjen buksamlarbin. Inga underarter finns listade i Catalogue of Life.